# Liepimäjärvi
Liepimäjärvi är en sjö i Finland. Den ligger i kommunen Muonio i landskapet Lappland, i den norra delen av landet, 900 km norr om huvudstaden Helsingfors. Liepimäjärvi ligger 235,4 meter över havet. Den är 2,22 meter djup. Arean är 5,2 kvadratkilometer och strandlinjen är 18,6 kilometer lång. Sjön  ingår i Torne älvs huvudavrinningsområde.   
I övrigt finns följande i Liepimäjärvi:
- Kenttäsaari (en ö)
- Palosaari (en ö)
- Peltosaari (en ö)
- Makkarasaari (en ö)